# Рустан, Дидье
Дидье Рустан (фр. Didier Roustan; 10 октября 1957, Браззавиль, Французское Конго, Французская Экваториальная Африка — 11 сентября 2024, XIV округ Парижа, Франция) — французский спортивный журналист, который представлял и комментировал несколько французских футбольных каналов, в последнее время работал в L’Équipe. В 1984 году он был временным ведущим французской футбольной программы Téléfoot, в это время он комментировал победу сборной Франции на Евро-1984.

## Личная жизнь
Дидье Рустан родился в Браззавиле, Французская Экваториальная Африка (ныне Республика Конго). Его мать родом с Мартиники и работала в Agence France-Presse. Рустан вырос в Каннах, Франция.

## Карьера
Рустан играл в юношеский футбол за «Канн», но был дисквалифицирован в возрасте 17 лет после ссоры с тренером. В возрасте 18 лет Рустан присоединился к TF1 для стажировки. Его выбрал на данную роль авторитетный журналист и продюсер Жорж де Кон. Его стажировка длилась три месяца, но Рустан остался в TF1 на 13 с половиной лет. В возрасте 21 года он участвовал в футбольной программе TF1 Téléfoot. В 1979 году Рустан комментировал матч между национальными командами Франции и Швеции, что сделало его самым молодым французом, комментировавшим матч старшей сборной Франции. Рустан был временным ведущим Téléfoot в июне 1984 года, прежде чем его заменил Тьерри Ролан. Рустана помнят за его комментарий на Евро 1984, который выиграла Франция.
В 1989 году Рустан присоединился к Canal+, где работал над 52-минутной программой Mag Max . Рустан покинул TF1 в 1989 году после разногласий с акционером TF1 и президентом Olympique de Marseille Бернаром Тапи по поводу освещения TF1 марсельских матчей. Решив отправиться в путешествие на три года. Позднее Рустан присоединился к France 2 в 1993 году. Он работал над программой спортивных ставок France 2 с Базилем Боли, Эммануэлем Пети и Луизой Экланд. С 2004 по 2006 год Рустан работал комментатором Foot!, футбольная программа TV5Monde. Он комментировал матчи Лиги 1, Лиги чемпионов UEFA и сборной Франции по футболу. Рустан также много лет работал радиокомментатором на RTL, прежде чем покинуть станцию в 2019 году. В дальнейшем он н работал в L'Équipe. Рустан сказал, что коллега по спортивной журналистике Жан Рейналь был его источником вдохновения. Рустана прозвали Че Геварой, так как он скептически относился к роли денег в футболе.
Помимо комментариев и выступлений, в 1993 году Рустан стал соучредителем ежемесячного журнала United Colors of Football.
Рустан предложил Кантоне и Марадоне, чтобы каждый из них внёс по 7000 долларов в поддержку нового объединения, к которому присоединилось 48 членов, включая Кантона, Марадона и Джанлуку Виалли. В 1997 году Рустан организовал благотворительный матч Международной ассоциации профессиональных футболистов между Европой и остальным миром. В матче участвовали Кантона, Марадона, Рене Игита, Густаво Пойет, Рубен Соса и Джоване Элбер . Объединение распалось в 1998 году, отчасти из-за воссоздания FIFPro.
Рустан также создал социальный проект Foot Citoyen, который поддержал Арсен Венгер. Некоторые благотворительные мероприятия для Foot Citoyen посетил Зинедин Зидан. Рустан также вёл блог и еженедельный подкаст под названием Roustan Foot.
Последней работой Рустана в качестве комментатора стал матч Кубка Америки 2024 года между Аргентиной и Канадой.
Умер в Париже 11 сентября 2024 года в возрасте 66 лет, после нескольких недель борьбы с болезнью.

## Награды
В 2015 году Рустан был удостоен Prix de la Carriere (награда за заслуги перед жизнью) от Ассоциации спортивных журналистов Франции.